# مانتیسلو (آرکانزاس)
مانتیسلو (آرکانزاس) (به انگلیسی: Monticello, Arkansas) یک شهر در ایالات متحده آمریکا با جمعیت ۹٬۷۷۸ نفر است که در آرکانزاس واقع شده‌است.

## موقعیت جغرافیایی
موقعیت جغرافیایی شهرها و مناطق اطراف به شرح زیر است: